# Mars (isten)

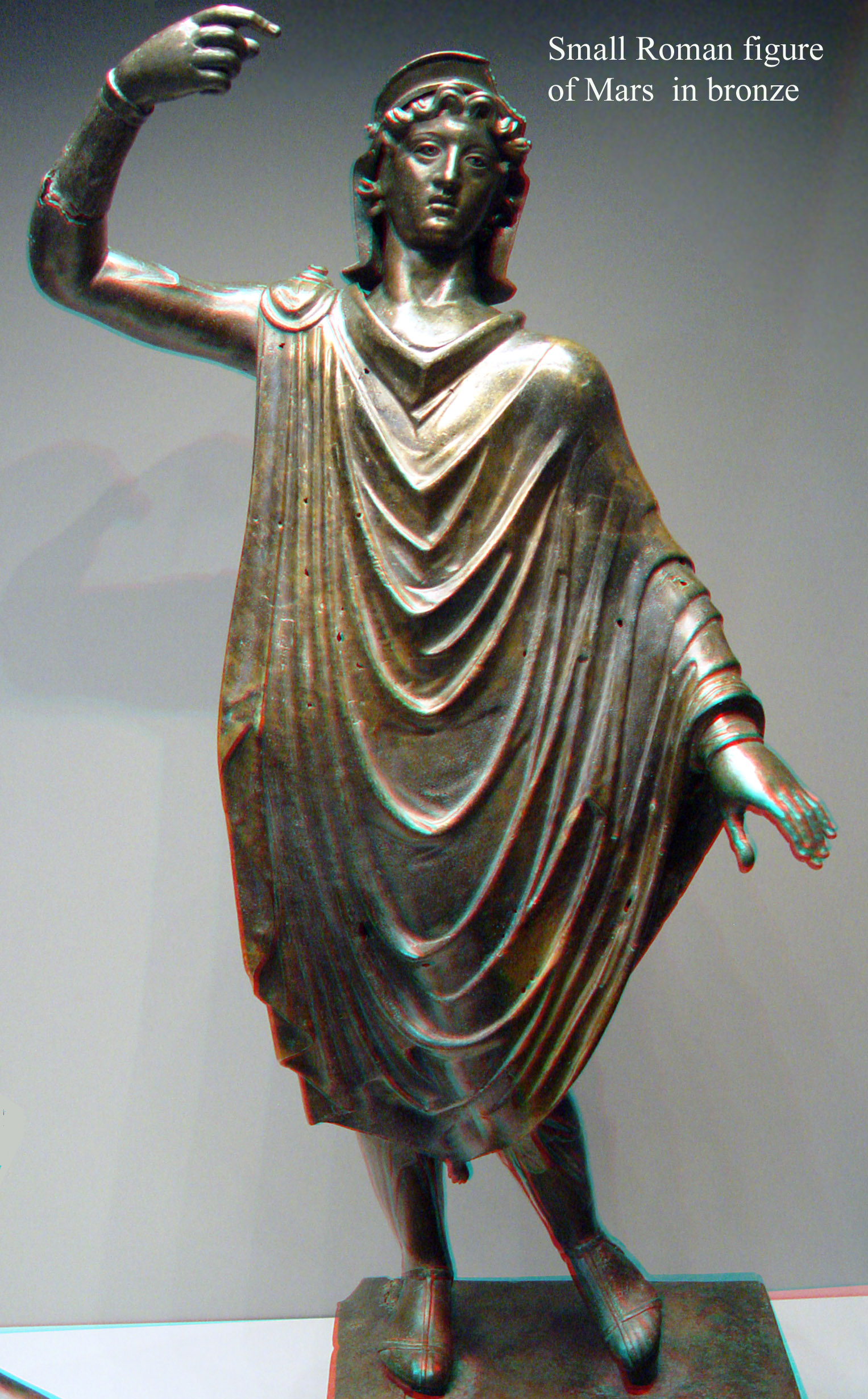
Mars, római bronzszobor

A római Mars eredetileg növényi termékenységisten, a mezők, erdők, a termés és a tavasz védnöke volt. Ezen eredetére utal egy fennmaradt egysoros földművesima, valamint az első tavaszi hónap elnevezése, a martius.  Róla nevezték el a március hónapot (mensis Martius). A benne hívők szerint ő nemzette Rhea Silvia papnővel Róma alapítóit, Romuluszt és Rémuszt.
Később általános termékenységistenné vált. Termékenységi jelentőségéből adódóan a férfierő jelképe is lett, majd közösségi oltalmazó, és ezért válhatott a háború és a harc védnökévé is. A görög mitológia hatásának korában már megvoltak harcias vonásai, ezért Arész istennel azonosították.

## Legendája
Görög megfelelőjével ellentétben Marsnak volt felesége: Neria, akit Mars elrabolt magának. 
A legenda szerint a zárdába kényszerített Rhea Silvia, Numitor Alba Longa-i király leánya is megtetszett Marsnak. A jóslat szerint az ő gyermekei fogják megdönteni Amulius király hatalmát, ezért záratták be egy Vesta-kolostorba. Ám egyszer, amikor vízért ment a folyóhoz, elaludt annak partján, és álmában Mars teherbe ejtette. Rhea Silvia ikrei, Romulus és Remus lettek a legenda szerint Róma alapítói. A magukra maradt ikreket egy ideig egy anyafarkas és egy harkály táplálta — ezeket Mars küldte segítségükre.
Venus istennőtől született gyermeke Amor (Cupido), a szerelem római istene. A csatában állandó kísérői között voltak Pallor (Sápadtság) és Pavor (Rémület), akiket a görög Deimosszal és Phobosszal lehet megfeleltetni.
A megszemélyesített istenek mitológiájának kezdeti szakaszában Marsot Iuppiterrel és Quirinusszal együtt triászként tisztelték. A rómaiak ősatyjuknak tekintették Marsot, akit ezért a Mars Paternek, vagy Maspiternek nevezték. Külön néven, Mars Victornak nevezték, ha háborús győzelemhez kérték segítségét.

## Kultusza
Az ókori Rómában több ünnepe is volt. Március elsején, Mars születésnapján a Saliusok (Mars papjai) hordozták körbe az isten pajzsait, amiket év közben a Forumon tartottak. Az Equirák, lóversenyek során is ünnepelték, február 27. és március 14. között. A legjelentősebb ünnepe a Suovetaurilia volt minden ötödik évben, a római népszámlálások, censusok után. Az ünnep során a Mars-mezőn felsorakozott nép mellett háromszor körbevezették az áldozati állatokat (sertés, juh, bika), majd feláldozták őket a hadak urának tiszteletére. Az áldozatokkal tisztult meg a nép, és biztosította Mars további támogatását.
Nemcsak ünnepekkel, hanem templomokkal és szentélyekkel is tisztelték Marsot. A legrégebbi templom a Tiberis bal partján állt a Mars-mezőn, itt tartották a hadgyakorlatokat, a népszámlálásokat és a népgyűléseket, ahol a hadi kérdésekről is döntöttek. A Mars-mezőt (Campus Martius) még a császárság idejében beépítették, pedig fontos szakrális tér volt, többek közt a triumphus is innen indult a capitoliumi Iuppiter-templomhoz. (Évszázadokkal később új Mars-mezőket hoztak létre Szentpéterváron, Párizsban és Detroitban, valamint más városokban is).
A Forumon is volt szentélye, ahová a hagyomány szerint be kellett menni a hadvezéreknek, hogy Mars segítségét kérjék és felajánlják neki a hadizsákmány egy részét is. Az Augustus által épített templomát a Kr. u. 2. században szentelték fel, a Bosszúálló Mars (Mars Ultor) tiszteletére. Romjai, egy-két oszlopa ma is látható a Forumon.
Napjainkban is gyakran emlegetik, hiszen Marsról nevezték el az egyik bolygót, amit már az ókorban is véres planétaként emlegettek. A Mars bolygó két kísérőjét, a Phoboszt és a Deimoszt 1877-ben fedezte fel Asaph Hall.